# Diguila
Diguila est une commune rurale située dans le département de Sourgoubila de la province du Kourwéogo dans la région Plateau-Central au Burkina Faso.

## Géographie
Diguila se trouve environ à 7 km au nord-est de Sourgoubila, le chef-lieu du département, et à 4 km au nord-est de Sanon. La commune est localisée à 3 km à l'ouest de la route nationale 2.

## Santé et éducation
Le centre de soins le plus proche de Diguila est le centre de santé et de promotion sociale (CSPS) de Sanon tandis que le centre hospitalier le plus proche est le CHU de Yalgado-Ouédraogo dans le secteur 4 de Ouagadougou.